# Derek Malas
Derek Malas (sinh 10 tháng 12 năm 1983 ở Port Vila) là cầu thủ bóng đá người Vanuatu. Anh cũng thi đấu giải OFC Nations Cup 2012.

## Liên kết khác
- Derek Malas tại National-Football-Teams.com